# Troo.L.S
Troels Nielsen (født 1982) der går under kunstnernavnet Troo.L.S, er en dansk musiker og producer fra Albertslund.
Hans karriere startede med medlemskabet af de lokale hiphop grupper Gøglerne og Sidste Niveau. Han bidrog bl.a. til Suspekts debutalbum i 1999 af samme navn, og siden blev Troo.L.S en del af gruppen, hvor han co-producerede med Rune Rask, samt medvirkede som artist på "Ingen Slukker The Stars", 2003 og "Prima Nocte", 2007.
Sammen med Orgi-E udgav han i 2005 albummet "Forklædt Som Voksen".
Ultimo 2006 udgav Akon sit tredje album ved navn Konvicted, hvor Troo.L.S var en del af holdet bag produktionen. Desuden har han sammen med Rune Rask skrevet og produceret nummeret "Gangsta Bop", på samme album.
Samarbejdet resulterede i en Grammy nominering.
I 2006 producerede Troo.L.S. og Rune Rask to tracks på Tech N9ne's album Everready (The Religion), "Flash" og "Caribou Lou". "Caribou Lou" vandt guld i USA i 2012, og Platin i 2017. 
I 2007 forlod han Suspekt og flyttede til Atlanta, GA, under Akon's pladeselskab Konvict.
Troo.L.S bor nu i Los Angeles, CA.
Troo.L.S. er krediteret som producer/musiker på Phlake og Mercedes The Virus' hit "Slip away". (Troels Nielsen) 